# Абаковский, Валериан Иванович

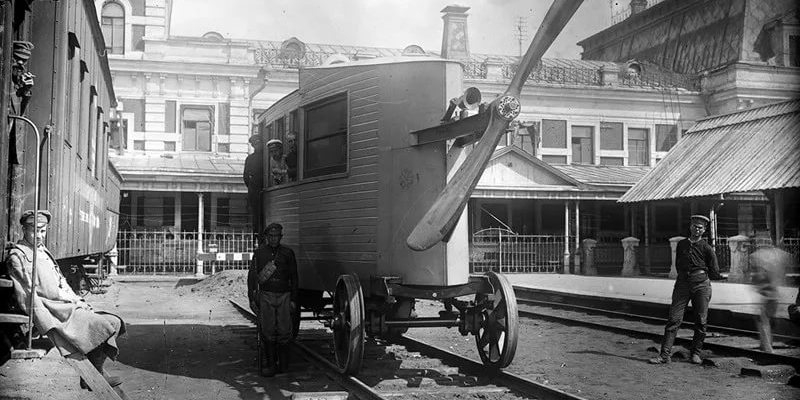
Аэровагон Абаковского

Валериа́н Ива́нович Абако́вский (латыш. Valerians Abakovskis; 23 сентября (5 октября) 1895, Рига — 24 июля 1921, близ Серпухова, Московская губерния) — русский конструктор аэромотовагона, построенного в Тамбовских железнодорожных мастерских.

## Биография
Родился в латышской семье. В 1919—1921 годах работал шофёром в Тамбовской ЧК.
В начале 1920-х годов сконструировал аэромотовагон — моторную дрезину с авиационным пропеллером (аэровагон). Потребляя незначительное количество горючего, вагон развивал высокую скорость. Цель Абаковского состояла в том, чтобы покрыть расстояние между отдалёнными городами России.
24 июля 1921 года Абаковский вместе с коллегой, видным российским государственным и политическим деятелем, Фёдором Сергеевым и другими пассажирами успешно испытали аэровагон на участке железной дороги Москва — Тула, однако на обратном пути в столицу вагон сошёл с рельсов. Абаковский и ещё пять человек из 21 пассажира, находившихся внутри вагона, погибли, ещё один скончался от травм позднее.
Похоронен на Красной площади в Москве в братской могиле возле Спасской башни Кремля.